# Pero charadrea
Pero charadrea är en fjärilsart som beskrevs av Robert W. Poole 1987. Pero charadrea ingår i släktet Pero och familjen mätare. Inga underarter finns listade i Catalogue of Life.